# インク消し
インク消し（インクけし）とは、万年筆などの筆跡を化学的に消去する文房具の一種。

## 概要
ブルーブラック（没食子インク）あるいは染料インクを消すことができ、従来顔料インクを消す機能はない。多くは1液と2液で構成されており、その順で消したい部分に塗布する。1液にはシュウ酸、塩酸などが用いられ、2液には次亜塩素酸ナトリウムなどが用いられる。1液で没食子インクの第二鉄を還元し、2液で染料を酸化させる事で無色となる。
小切手などの証券類では、インク消しによる改竄を防ぐために、インク消しに反応して変色する安全紙と呼ばれる紙も使われる。

## インク消しを使った犯罪
- 1951年10月、川崎市警察本部はインク消しを使って使用済み収入印紙を変造した容疑で通商産業省化学局の職員ら2人を切手印紙類売さばき法違反で逮捕。勤務先から使用済みの収入印紙を盗み出してインク消しで変造、3-4割の値段で売りさばいていたもの[2]。